# Municipio de Telavi
El municipio de Telavi (en georgiano: თელავის მუნიციპალიტეტი) es un municipio de Georgia perteneciente a la región de Kajetia. Su centro administrativo es la ciudad de Telavi.

## Demografía
En 2002 la población del municipio era de 70 589 habitantes, de los cuales 85,53% eran georgianos y 11,86%, azeríes. En 2014 residían en el municipio 58 350 personas (89,72% georgianos, 8,63% azeríes).

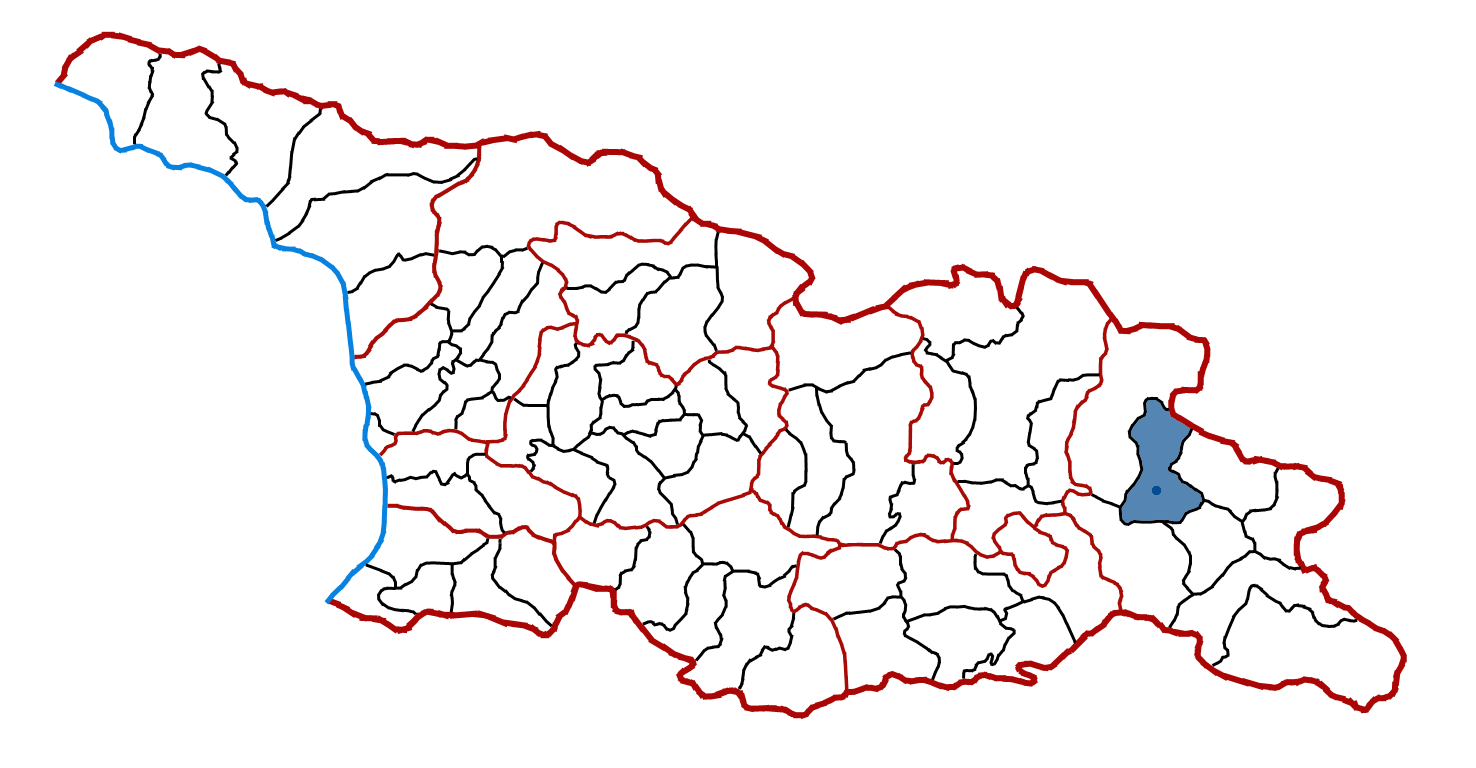
Ubicación de Telavi en Georgia

## Subdivisión administrativa
Forman parte del municipio 1 ciudad (Telavi) y 29 unidades administrativas rurales:
| Comunidad                                      | Habitantes (2014) |
| ---------------------------------------------- | ----------------- |
| Telavi (en georgiano: თელავი)                  | 21 805            |
| Akura (en georgiano: აკურა)                    | 1869              |
| Artana (en georgiano: ართანა)                  | 819               |
| Ajateli (en georgiano: ახატელი)                | 271               |
| Busheti (en georgiano: ბუშეტი)                 | 1090              |
| Dzhugaani (en georgiano: ჯუღაანი)              | 178               |
| Gulgula (en georgiano: გულგულა)                | 1108              |
| Ikalto (en georgiano: იყალთო)                  | 2034              |
| Karadzhala (en georgiano: ყარაჯალა)            | 4891              |
| Kvemo Jodasheni (en georgiano: ქვემო ხოდაშენი) | 1277              |
| Kisisjevi (en georgiano: კისისხევი)            | 1916              |
| Kobadze (en georgiano: კობაძე)                 | 58                |
| Kondoli (en georgiano: კონდოლი)                | 2188              |
| Kurdgelauri (en georgiano: კურდღელაური)        | 3962              |
| Laliskuri (en georgiano: ლალისყური)            | 499               |
| Lapankuri (en georgiano: ლაფანყური)            | 620               |
| Lechuri (en georgiano: ლეჩური)                 | 88                |
| Nadikvari (en georgiano: ნადიკვარი)            | 69                |
| Napareuli (en georgiano: ნაფარეული)            | 2003              |
| Nasamjrali (en georgiano: ნასამხრალი)          | 576               |
| Pantiani (en georgiano: პანტიანი)              | 2                 |
| Pshaveli (en georgiano: ფშაველი)               | 1624              |
| Ruispiri (en georgiano: რუისპირი)              | 2297              |
| Saniore (en georgiano: სანიორე)                | 735               |
| Serodani (en georgiano: სეროდანი)              | 10                |
| Shalauri (en georgiano: შალაური)               | 2186              |
| Tetri Tsklebi (en georgiano: თეთრი წყლები)     | 93                |
| Tsinandali (en georgiano: წინანდალი)           | 2675              |
| Vanta (en georgiano: ვანთა)                    | 937               |
| Vardisubani (en georgiano: ვარდისუბანი)        | 2646              |